# David (hijo de Heraclio)
David (en griego antiguo: Δαυίδ; c. 630–641 ) fue uno de los tres coemperadores de Bizancio durante unos meses a finales de 641, y tenía el nombre real de Tiberio. David era hijo del emperador Heraclio y de su esposa y sobrina, la emperatriz Martina. Nació después de que el emperador y la emperatriz visitaron Jerusalén y su nombre refleja un intento deliberado de vincular a la familia imperial con el David bíblico. Las láminas de David, que representan la vida del rey David, también pueden haber sido creadas para el joven príncipe o para conmemorar su nacimiento. David recibió el título superior de la corte de césar en 638, en una ceremonia durante la cual recibió el gorro kamelaukion que anteriormente había usado su hermano mayor Heraclonas.
Después de la muerte del emperador Heraclio en febrero de 641, cuando David tenía 10 años, se produjo una lucha de poder entre las diferentes ramas de la familia imperial. Como parte de un compromiso, David fue elevado a coemperador, gobernando con su hermano Heraclonas y su sobrino Constante II. El estado bizantino enfrentó serios desafíos mientras Tiberio fue coemperador, con la conquista musulmana de Egipto y las continuas luchas religiosas sobre el monotelismo y otras doctrinas cristológicas. Los tres emperadores eran niños y la emperatriz viuda Martina actuó como regente. Martina era profundamente impopular debido a su relación incestuosa con Heraclio, sus hábitos poco convencionales y su ambición. Su régimen fue derrocado en una rebelión, probablemente en enero de 642. Ella y sus hijos fueron exiliados a Rodas y, en un precedente de la mutilación política bizantina, a Martina le cortaron la lengua y a sus hijos les cortaron la nariz. No hay más registros históricos de Tiberio, y algunos historiadores especulan que él y su familia vivieron el resto de sus días.

## Bajo el reinado de Heraclio
David era hijo del emperador bizantino Heraclio y de la emperatriz Martina, su esposa y sobrina. Según la Crónica de Teófanes el Confesor, David nació el 7 de noviembre de 630, el mismo día que su sobrino Constante II. A principios de ese año, los padres de David habían estado en Jerusalén con David en el útero. Aunque sus hermanos recibieron nombres dinásticos tradicionales, el de David parece haber sido elegido deliberadamente por su valor simbólico, con el deseo de vincular a la familia imperial con el David bíblico. La historiadora de arte bizantino Cecily Hennessy señala que el nacimiento de David se produjo después de que varios hijos de Heraclio y Martina nacieran con malformaciones o murieran en la infancia. La ocasión pudo haber sido motivo de conmemoración. Heraclio mandó crear un conjunto de planchas de plata conocidas como las láminas de David, probablemente en 629 o 630. Hennessy sugiere que, dado que las placas presentan la iconografía del David bíblico cuando era niño, es posible que hayan sido "hechas para el joven príncipe David".  Heraclio había tenido dos hijos con Fabia Eudoxia (Eudoxia Epifanía y el emperador Constantino III) y al menos nueve con Martina, la mayoría de los cuales estaban enfermos y cuatro de los cuales murieron en la infancia.
David fue nombrado césar bajo Heraclio el 4 de julio de 638, elevado de su estatus anterior de déspota (un título honorífico generalmente reservado para los hijos del emperador reinante), mientras que su hermano mayor Heraclonas fue ascendido de césar a coemperador.{{Harvnp|Kaegi|2003|pp=265–266},} La ceremonia tuvo lugar en la capilla de San Esteban en el Palacio de Dafne. En De Ceremoniis se conserva una descripción de la ceremonia, en la que se dice que el kamelaukion (gorro del césar) de Heraclonas fue retirado de su cabeza y reemplazado por la corona imperial. Luego se colocó el mismo kamelaukion sobre la cabeza de David y la ceremonia se desarrolló de la siguiente manera en una traducción del erudito bizantinista Walter Kaegi:
{{Cita|There was prayer for the despotes David as the kamelaukion was placed on his head as he ascended to the rank of Caesar. That having been done, the most glorious Patricians were summoned according to custom, and they entered the Augusteum and received the great emperor and his sons, the Caesar being present. All ex-consuls and those with ranks as high as Vir illustris departed and stood on the steps of the forecourt. The gates of the armory were opened and all of the standards (signa) and scholae and demes [factions] entered. The Patriarch exited with them [the emperor and his sons]. And with everyone acclaiming them, the emperor and his sons departed for the Great Church.|col2=Hubo oración por el déspota David mientras se colocaba el kamelaukion en su cabeza mientras ascendía al rango de césar. Hecho esto, los más gloriosos patricios fueron convocados según la costumbre, y entraron en el Augusteum y recibieron al gran emperador y a sus hijos, el  césar estando presente. Todos los ex cónsules y aquellos con rangos tan altos como Vir illustris partieron y se pararon en los escalones del patio delantero. Las puertas de la armería se abrieron y entraron todos los estandartes (signa), scholae y demes.  El Patriarca salió con ellos [el emperador y sus hijos]. Y mientras todos los aclamaban, el emperador y sus hijos partieron hacia la Santa Sofía
Kaegi señala que esta solemne celebración disimuló las tensiones entre las ramas de la familia imperial y también sirvió como ocasión para "espectáculo en Constantinopla en una era por lo demás lúgubre". El erudito bizantino Andreas Stratos destaca que las medidas tenían como objetivo asegurar una línea de sucesión regular para la familia de Heraclio.  No se había visto un número tan elevado de príncipes titulados bajo el reinado de Heraclio desde los días de Constantino el Grande.
En una ceremonia posterior centrada en las hijas ' Heraclio así como en sus hijos, David fue aclamado por su nombre junto con otros miembros de la familia imperial: David César, tu vincas, literalmente "David César, que seas victorioso". La frase latina tu vincas en el texto griego es un eco de la herencia romana y de tiempos anteriores. Kaegi comenta que "Heraclio y su familia se esforzaron por mostrarse a sus súbditos de maneras que coincidieran con las expectativas del público, incluso cuando la enfermedad y la edad estaban haciendo mella en el propio Heraclio".

## Lucha por la sucesión
Heraclio murió el 11 de febrero de 641. Su testamento declaraba que Constantino III y Heraclonas gobernarían conjuntamente el imperio y ambos considerarían a Martina como "madre y emperatriz". La opinión popular en Bizancio estaba fuertemente en contra de Martina debido a su relación incestuosa con Heraclio, sus hábitos poco convencionales, como el hecho de que a menudo viajaba con el ejército, y su ambición; la población y las élites del Imperio bizantino creían que estaba presionando a Heraclio en un intento de que sus propios hijos aseguraran la sucesión, en lugar de Constantino.
La historiadora Lynda Garland ha descrito a Martina como "probablemente la emperatriz más detestada de todos los tiempos".  El Senado bizantino aceptó a Constantino III y Heraclonas como coemperadores, pero rechazaron cualquier papel para Martina en el gobierno. Emperador Constantino III estaba crónicamente enfermo y tomó medidas para asegurar que le sucediera su propia descendencia en lugar de la de Martina. Envió una enorme suma de dinero al general Valentino, pidiéndole que se opusiera a Martina y sus hijos y asegurara la sucesión para sus propios hijos. Constantino murió después de un breve reinado, en abril o mayo de 641. Su causa de muerte fue probablemente tuberculosis, pero la acusación de que Martina lo envenenó fue posteriormente propagada oficialmente por Constante II. En ese momento, Heraclonas, de once años, quedó como único emperador, con su madre como regente y gobernante de facto.
Martina tomó medidas para mitigar la hostilidad del ejército, pero su régimen siguió siendo profundamente impopular.  En el otoño de 641, Valentino condujo sus tropas a Calcedonia en oposición a Martina y Heraclonas. Una turba se levantó en Constantinopla, exigiendo que Constante fura coronado emperador. Heraclonas aceptó y coronó a su sobrino. La coronación de Constante II no calmó los disturbios en Constantinopla que llevaron a que el patriarca Pirro renunciara a su cargo. Según Juan de Nikiû, David y su hermano menor Martino estuvieron involucrados en el destierro de Pirro al Exarcado de África. Sin embargo, los dos príncipes eran demasiado jóvenes en ese momento para haber tomado un papel activo en cualquier destierro, y el relato de Juan de Nikiû es tan contradictorio que no se pueden sacar conclusiones seguras de él. 
Martina se encontraba en una situación difícil y recurrió a negociaciones con Valentino, cuyo ejército seguía en Calcedonia. Ofreció a los donativos militares (regalos monetarios entregados al ejército para asegurar su lealtad), y ofreció a Valentino el título de Conde de los Excubitores. Como parte de un compromiso, David fue criado al coemperador con el nombre real Tiberio, gobernando con su hermano Heraclonas y su sobrino Constans II. Los tres emperadores eran niños, y la emperatriz viuda Martina actuó como regente.

## Tiberio como coemperador
La coronación de David tuvo lugar a finales de septiembre o principios de octubre de 641, siendo el nuevo emperador un niño de diez años. David asumió el nombre de Tiberio al ser coronado.   La adopción de uno de los nombres reales tradicionales era común entre los emperadores bizantinos de los siglos VII y VIII: otros ejemplos incluyen a Apsimar/ Tiberio III (698), Bardanes/ Filipico (711), Artemio/Anastasio (713), Basilio/ Tiberio (718) y Petasio/ Tiberio (728).
La fuente primaria más importante para el período anterior al reinado de Tiberio es Nicéforo, pero ese relato se interrumpe cuando Tiberio es coronado, dejando su corto reinado atestiguado solo por fuentes escasas y contradictorias.  Una fuente dudosa es el Synodicon Vetus, donde se atestigua que Tiberio fue el destinatario de una carta papal: 

In addition, the thrice-blessed Pope John of Rome – for he had succeeded the monothelete Honorius – assembled a divine and sacred synod and, anathematizing Sergius, Cyrus, and Pyrrhus, proclaimed two natures and energies in our Master and God Jesus Christ, and afterward he sent a decree of orthodoxy to David and Heraclius, the sons of Heraclius.
Además, el tres veces bendito papa Juan de Roma – por haber sucedido al monotelista Honorio – reunió un  sínodo divino y sagrado y, anatematizando a Sergio, a Ciro y a Pirro, proclamó dos naturalezas y energías en nuestro Maestro y Dios Jesucristo, y después  envió un decreto de ortodoxia a David y Heraclio, los hijos de Heraclio.

Los editores de la edición de 1979 del Synodicon Vetus, John M. Duffy y John Parker, señalan que el relato se vuelve confuso en esta área y que es más probable que la carta haya sido enviada a Constantino III y Heraclonas.  En esa época estaba muy extendida la controversia cristológica y Martina apoyaba con entusiasmo el monotelismo . 
Los numismáticos del siglo XIX sugirieron que Tiberio estaba representado en ciertas monedas de cobre, pero más tarde se demostró que estas identificaciones eran erróneas. Se supone que algunas monedas fueron acuñadas durante su reinado; el numismático bizantino Wolfgang Hahn señala que las casas de la moneda a veces recurren al tipo immobilisé, y continuaron usando motivos antiguos incluso después de que el emperador representado ya haya muerto o haya perdido el poder. Dado que hubo varios emperadores en 641, las casas de moneda pueden haber recurrido a la reutilización de una representación de tres coemperadores originalmente destinada a representar a Heraclio, Constantino III y Heraclonas. Hahn señala una moneda con esta representación que lleva una épsilon en su reverso, así como el monograma de Heraclio. Una posibilidad es que la épsilon represente "ἕτερος", "el segundo", en referencia a "Heraclio", que significa Heraclonas, cuyo nombre es un diminutivo de su nombre de nacimiento Heraclio, y que esta moneda de tres emperadores se ha hecho para representar a Heraclonas y sus coemperadores, Constante II y Tiberio. Alternativamente, y con el mismo resultado, epsilon (la quinta letra del alfabeto griego) podría significar el quinto año de un ciclo lustrado, lo que aquí se aplicaría a la 15ª indicción que comienza el 1 de septiembre de 641. 
Algunos documentos fragmentarios en papiro egipcio del año 641 contienen cláusulas de datación que los eruditos han interpretado como referidas a David, dando el número de años transcurridos desde que fue elevado a césar .   En esa época se estaba produciendo la conquista musulmana de Egipto, que terminaría con la rendición negociada de Egipto al califato Rashidun. Martina y sus hijos adoptaron una postura relativamente moderada hacia los musulmanes, probablemente por temor a que cualquier intensificación de los combates pusiera aún más en peligro al régimen.

## Caída
Aunque se sabe que el reinado de Martina y sus hijos fue breve, tanto el momento como las circunstancias de su caída están relatados de forma confusa y contradictoria por las fuentes primarias. Según Sebeos, fueron depuestos por Valentín cuando marchó sobre Constantinopla para poner a Constante II en el trono. Teófanes afirma que fueron expulsados por el Senado, y hay alguna evidencia que sugiere que el Senado actuó después de los disturbios instigados por la facción aristocrática Azul. Una inscripción del siglo VII encontrada en los muros de Bizancio hace referencia al papel que tuvieron los azules dentro de esta insurrección, diciendo "La fortuna de Constantino, nuestro gobernante protegido por Dios, y de los azules es victoriosa". Juan de Nikiû tiene el relato más detallado de la caída, pero su historia se considera improbable y poco confiable. Juan relata que Martina y sus hijos habían formado una alianza con el gobernante búlgaro Kubrat y un líder militar llamado David con la intención de negar el trono a los descendientes de Constantino III. Después de esto, un líder militar llamado Teodoro lideró una rebelión y primero derrotó a David, aliado de Martina, y luego marchó contra Constantinopla, donde derrocó el régimen de Martina. 
Todas las fuentes informan de que algún tipo de práctica bizantina de mutilar a los enemigos derrotados para evitar que reclamaran el trono se llevó a cabo en la derrota de Martina y sus hijos,    posiblemente la primera vez que tal cosa ocurrió,  aunque no están de acuerdo sobre la naturaleza exacta de estas mutilaciones. Teófanes dice que a Martina le cortaron la lengua y a Heraclonas la nariz . Juan de Nikiû informa que Teodoro "hizo que Martina y sus tres hijos, Heraclio, David y Martinus, fueran escoltados con insolencia, y los despojó de la corona imperial, les cortó la nariz y los envió al exilio a Rodas ".    George Ostrogorsky y John Haldon fechan la deposición de los hijos de Martina a fines de septiembre de 641;   Warren Treadgold a c. 5 November 641
,  mientras que Estrato defendía enero de 642, aceptando el relato de Teófanes de que Heraclio murió en marzo.  No hay más registros históricos de Tiberio. Stratos especula que Martina y su familia simplemente vivieron el resto de sus vidas en paz en Rodas.